# HMS Superb (S109)
El HMS Superb (S109) fue un submarino nuclear de la clase Swiftsure de la Marina Real británica en servicio de 1976 a 2008.

## Historial de servicios
Fue el primer submarino británico en visitar el Océano Ártico y navegar bajo los casquetes polares.
Durante la guerra de las Malvinas en 1982, se vio al Superb navegando desde Gibraltar, lo que provocó especulaciones en la prensa de que navegaba hacia el Atlántico Sur para imponer una zona de exclusión marítima. De hecho, solo el Spartan navegaba hacia el sur en ese momento, pero la especulación fue útil para promover la aparente amenaza de la Marina Real británica en el Atlántico Sur y no fue corregida por la Marina o el Ministerio de Defensa inglés.
El Superb operó en el Océano Índico en 2001, en apoyo de la Operación Veritas, parte de la guerra de Afganistán.
En enero de 2008 se encontró a un centinela durmiendo mientras estaba de guardia; la reprimenda a la tripulación fue captada en video.

### Colisión de pináculo submarino en 2008
El 26 de mayo de 2008, el Superb golpeó un pináculo submarino en el Mar Rojo, 80 millas (130 km) al sur del Canal de Suez. Permaneció a prueba de agua y ninguno de los 112 tripulantes resultó herido; sin embargo, no pudo volver a sumergirse debido a daños en su sonar. Después de realizar las reparaciones iniciales en la base de la OTAN de Souda Bay en Creta el 10 de junio de 2008, atravesó el mar Mediterráneo, con una pausa (por la noche) a algunas millas de Gibraltar para desembarcar a una tripulación menos crítica. Luego continuó de regreso al Reino Unido, llegando a Devonport Dockyard el 28 de junio de 2008. Después de inspeccionar los daños, la Marina real británica decidió dar de baja al Superb un poco antes de lo previsto el 26 de septiembre de 2008.
Casi dos años después de la puesta a tierra, el oficial al mando del Superb en el momento del accidente y otros dos oficiales fueron reprendidos por su papel en la colisión. Los tres se declararon culpables de los cargos de negligencia en el cumplimiento de su deber al no darse cuenta de que el submarino viajaba hacia el pináculo. A pesar del incidente, los tres oficiales todavía estaban sirviendo en la Marina real británica en el momento de la corte marcial.